# Річковий вокзал (Перм)
Пермський річковий вокзал — об'єкт культурної спадщини Росії в Пермі, раніше — один із ключових вузлів пасажирського судноплавства на Камі. Побудований у 1940 році архітектором Олександром Грінбергом.

## Історія та опис
Будівля річкового вокзалу була збудована в 1940 році за проєктом архітектора Олександра Зиновійовича Грінберга в стилістиці «сталінського ампіру» і є останнім проєктом Грінберга, відомого своїми конструктивістськими будівлями в Новосибірську, Москві, Ростові-на-Дону й Дагестані. Будівництво було здійснене вже після смерті архітектора.
Вокзал розташований на нижній терасі берега Ками навпроти іншої архітектурної пам'ятки — вокзалу станції Перм I. Таким чином була вдало вирішено проблеми переходу пасажирів з одного виду транспорту на інший.
Увесь об'єм будівлі розбитий на три частини відповідно до функціонального розподілу плану: центральна частина — вестибюль, касовий зал і ресторан, ліва — зал очікування й готель (в підвальній частині були камери схову, санітарні вузли тощо). У правому крилі розміщувалися служби Камського пароплавства. Середня частина виділена на фасаді аркадою й широкими парадними сходами. Об'єм, який займають готель і зал очікування, має великі засклені площини стін і глибоку лоджію-балкон. Це надає будівлі легкість і робить її схожою на пароплав. Інше крило будівлі вирішено в скромних супідрядних формах.
У 1990-ті роки, після падіння рівня суднових пасажирських перевезень, Річковий вокзал втратив свою основну функцію. Будівля вокзалу якийсь час використовувалося в якості торгового залу, а 2004 року Річковий вокзал був взагалі закритий і поступово приходив у аварійний стан.
У 2010 році в будівлі річкового вокзалу розташувався Музей сучасного мистецтва PERMM.
У 2013 році суд зобов'язав «PERMM» покинути будівлю Річкового вокзалу через її аварійний стан, музей влітку 2014 року було відкрито за адресою: бульвар Гагаріна 24. Тим часом покинута будівля вокзалу продовжувала руйнуватися, в травні 2016 року розпочалася реставрація. Музей «PERMM» мав повернутися до будівлі Річкового вокзалу після її реставрації, проте 12 грудня 2017 року в будівлі відкрилася приватна мультимедійна виставка «Росія — моя історія. Пермський край».